# Callobius guachama
Callobius guachama là một loài nhện trong họ Amaurobiidae.
Loài này thuộc chi Callobius. Callobius guachama được miêu tả năm 1972 bởi Leech.